# Atyphella palauensis
Atyphella palauensis is een keversoort uit de familie glimwormen (Lampyridae). De wetenschappelijke naam van de soort werd voor het eerst geldig gepubliceerd in 1958 door Wittmer.